# Dietro le quinte dei Parchi Disney: The Imagineering Story
Dietro le quinte dei Parchi Disney: The Imagineering Story (The Imagineering Story) è un programma televisivo documentario del 2019 ideato, diretto e prodotto da Leslie Iwerks. La docuserie è incentrata sulla Walt Disney Imagineering e analizza in profondità la storia e la creazione dei parchi a tema e delle attrazioni Disney di tutto il mondo. La prima puntata è stata presentata in anteprima su Disney+, data di lancio del servizio, il 12 novembre 2019 fino al 13 dicembre 2019. In Italia è stata distribuita dal 24 marzo 2020, data di uscita italiana di Disney+, fino al 24 aprile 2020.

## Puntate
| nº | Titolo originale            | Titolo italiano                 | Pubblicazione USA | Pubblicazione Italia |
| --- | --------------------------- | ------------------------------- | ----------------- | -------------------- |
| 1 | The Happiest Place on Earth | Il posto più felice sulla Terra | 12 novembre 2019  | 24 marzo 2020        |
| Si concentra sulla creazione e sull'evoluzione di Disneyland e delle sue attrazioni fino alla morte di Walt Disney, nonché sul coinvolgimento della Imagineering con la Fiera Mondiale di New York del 1964. |                             |                                 |                   |                      |
| 2 | What Would Walt Do?         | Cosa farebbe Walt?              | 15 novembre 2019  | 27 marzo 2020        |
| Gli argomenti trattati includono la supervisione di Roy Disney sulla costruzione e l'apertura di Walt Disney World e Magic Kingdom, la successiva concezione di Epcot Center e la prima espansione internazionale con Tokyo Disneyland. |                             |                                 |                   |                      |
| 3 | The Midas Touch             | Il tocco di Re Mida             | 22 novembre 2019  | 3 aprile 2020        |
| Gli argomenti trattati includono l'acquisizione della Disney da parte di Michael Eisner e Frank Wells, l'aggiunta della Disney-MGM Studios, la costruzione e il fallimento iniziale di Euro Disneyland e la morte di Wells. |                             |                                 |                   |                      |
| 4 | Hit or Miss                 | O la va o la spacca             | 29 novembre 2019  | 10 aprile 2020       |
| Gli argomenti trattati includono il successo di Disney Cruise Line, Disney's Animal Kingdom e Tokyo DisneySea; i progetti non realizzati di Disney's America e WestCOT; e i fallimenti di Disney California Adventure, Walt Disney Studios Park e Hong Kong Disneyland. |                             |                                 |                   |                      |
| 5 | A Carousel of Progress      | Una giostra del progresso       | 6 dicembre 2019   | 17 aprile 2020       |
| Gli argomenti trattati includono Bob Iger come AD, la revisione di Disney California Adventure, la creazione di Cars Land, il rinnovamento di attrazioni Disney come Haunted Mansion Holiday, l'aggiunta di Jack Sparrow a Pirati dei Caraibi e il clamore iniziale dell'aggiunta di personaggi Disney alla versione Disneyland di It's a Small World, la creazione di Mystic Manor, Ratatouille: L'Aventure Totalement Toquée de Rémy e l'annuncio di Shanghai Disneyland. |                             |                                 |                   |                      |
| 6 | To Infinity and Beyond      | Verso l'infinito e oltre        | 13 dicembre 2019  | 24 aprile 2020       |
| Gli argomenti trattati vanno dal rivoluzionario nuovo Shanghai Disneyland alle attrazioni Pandora - The World of Avatar, Guardians of the Galaxy - Mission: Breakout! e Star Wars: Galaxy's Edge. Per poi arrivare ai futuri progetti in arrivo. |                             |                                 |                   |                      |

## Produzione
Annunciato originariamente come un film documentario nel 2013, l'AD di The Walt Disney Company Bob Iger ha annunciato che il film sarebbe stato rinnovato per fare una serie composta da sei puntate di un'ora per l'imminente servizio di streaming Disney+. Nell'aprile 2019, la serie è stata formalmente annunciata. Nell'agosto 2019 è stato annunciato che Angela Bassett sarà la narratrice delle serie.

## Promozione
Il primo trailer è stato pubblicato 17 ottobre 2019. Il trailer in italiano è stato pubblicato il 27 marzo 2020.

## Distribuzione
La serie è stata presentata in anteprima il 12 novembre 2019, su Disney+ negli Stati Uniti e in Italia dal 24 marzo 2020.

## Accoglienza

### Critica
Sul sito aggregatore di recensioni Rotten Tomatoes  la serie detiene una valutazione di approvazione del 100% con un punteggio medio di 6,84/10, basata su 13 recensioni. Metacritic, ha un punteggio ponderato di 62 su 100 sulla base di 7 recensioni, indicando "recensioni generalmente favorevoli".
Common Sense Media ha dato al documentario 3 stelle su 5, affermando: "Dietro le quinte dei Parchi Disney: The Imagineering Story è una serie di documentari sui team creativi che concettualizzano, progettano e costruiscono i parchi a tema Disney e le loro migliori attrazioni. Sottolinea l'importanza di superare i confini e di essere creativi e il ruolo dei principi STEAM in questo processo (sebbene non sia discusso in modo specifico)".

## Riconoscimenti
- 2020 – Primetime Emmy Awards (72ª edizione)[12]
  - Candidato - Miglior narratore a Angelica Bassett (nella puntata Il posto più felice sulla Terra)
- 2020 – Online Film & Television Association TV Awards[13][14]
  - Candidato - Miglior performance di doppiaggio in un programma animato a Angelica Bassett